# 狭山工業団地
狭山工業団地（さやまこうぎょうだんち）は、埼玉県狭山市北部にある工業団地。

## 概要
西武新宿線の狭山市駅から西武バスで15分程度の工業団地。道路幅も広く、首都圏中央連絡自動車道狭山日高インターチェンジにも隣接している。西武バスの狭山営業所があるため、狭山市駅から工業団地まではバスが頻発している。首都圏中央連絡自動車道狭山日高インターチェンジ開設と埼玉県道126号所沢堀兼狭山線の全線開通を受け、2015年、狭山工業団地の2地区（東地区（柏原北）と西地区（上広瀬））の拡張と土地区画整理事業実施が決まった。

## 立地している主な企業
- 狭山市
  - 八千代工業本社・柏原工場
  - 大日本印刷狭山工場
  - セントラルフーズ狭山工場
  - 日本エマルジョン狭山工場
  - 大日本パックス狭山工場
  - 佐川急便西埼玉店
  - 鷺宮製作所狭山事業所
  - 小岩井乳業東京工場
  - 日本電波工業狭山事業所

他にも、運送業者や物流センターが多い。